# Blåkulla
Blåkulla (ze 

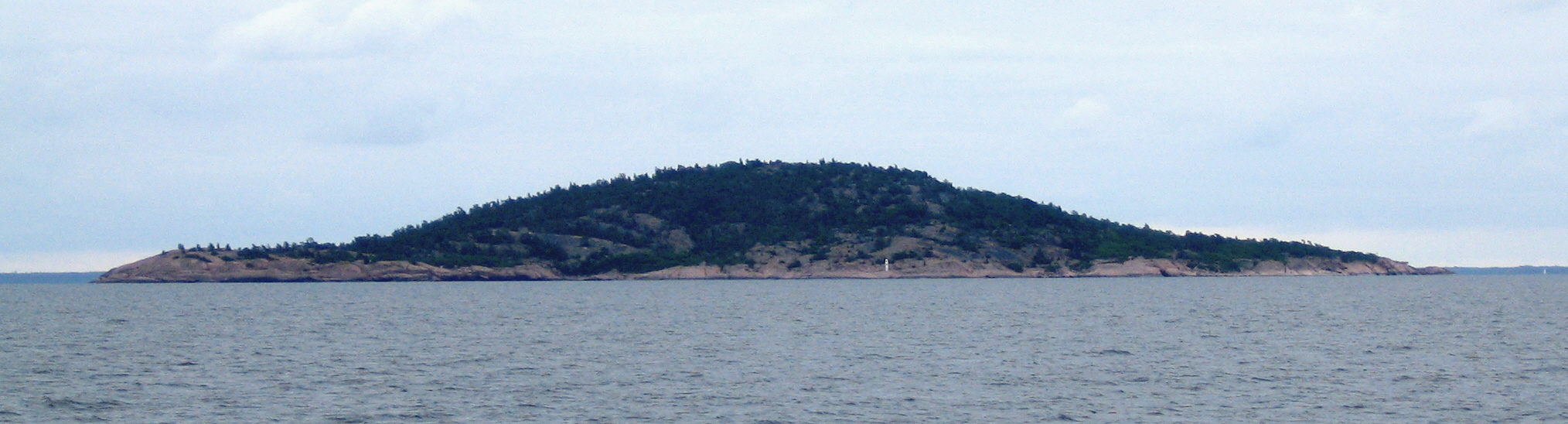
Wyspa Blå Jungfrun, z którą pierwotnie identyfikowano Blåkullę

szwedzkiego Blå - niebieski, choć niegdyś oznaczający czarny, kulla - góra) - mityczne miejsce sabatów czarownic, mające znajdować się w Szwecji. W szwedzkim folklorze określenie odległa niebieska góra oznaczało również tradycyjnie miejsce pochodzenia trolli.
Nazwa Blåkulla pojawiła się po raz pierwszy w 1410 roku w historii o statku płynącym z Lubeki do Sztokholmu, który znalazł się w trudnym położeniu w cieśninie Kalmarskiej pomiędzy Olandią a lądową Szwecją, ale został uratowany w pobliżu miejsca zwanego Blåkulla, które identyfikuje się z wyspą Blå Jungfrun. Jako miejsce zlotów czarownic używał tej nazwy Olaus Magnus, ostatni katolicki biskup Szwecji. W procesach o czary począwszy od XVII wieku często pojawiająca się nazwa Blåkulla nie oznacza już jednak wyspy w cieśninie Kalmarskiej, ale miejsca gdzieś daleko na północnym wschodzie.
Trudno wydzielić jednoznaczny opis miejsca z obecnie dostępnych źródeł, gdzie przenikają się tradycje szwedzkie z tradycjami innych części Europy. W procesach czarownic w kontekście Blåkulli często pada kwestia porywania dzieci i to właśnie one były zwykle źródłem opisów. Niektóre podawały opis góry jako pięknego miejsca, co miało wyjaśnić dlaczego dały się zwieść czarownicy. Inne z kolei opisywały Blåkullę jako miejsce straszne, gdzie czarownice oddawały się orgiom pod stołami w salach balowych, a z wrzących kotłów dało się słyszeć jęki potępionych. Poszczególne opisy odpowiadały często powszechnym w owych czasach przekazywanym przez kaznodziejów wizualizacjom piekła.
Historie o porywaniu dzieci na Blåkullę mają prawdopodobnie związek z tradycyjnymi wierzeniami ludowymi w Szwecji, zgodnie z którymi dzieci często były porywane przez trolle lub też podmieniane za potomstwo trolli.